# Jason Kavanagh
Jason Kavanagh (Birmingham, 23 novembre 1971) è un ex calciatore inglese, di ruolo difensore.

## Caratteristiche tecniche
Era un terzino sinistro.

## Carriera

### Club
Nella stagione 1988-1989 ha giocato 11 partite nella prima divisione inglese con il Derby County; rimane ai Rams anche dopo la retrocessione in seconda divisione subita in questa stessa annata, e tra il 1989 ed il 1996 totalizza complessivamente 85 presenze ed una rete in questa categoria con i bianconeri. Successivamente tra il 1996 ed il 1999 realizza una rete in 93 presenze in terza divisione con il Wycombe, per poi militare in questa stessa categoria anche con lo Stoke City (8 presenze) e con il Cambridge Utd (19 presenze) fino al termine della stagione 1999-2000. Tra il 2000 ed il 2003 gioca invece con i semiprofessionisti del Burton Albion, per poi all'età di 32 anni ritirarsi.

### Nazionale
Nel 1991 ha partecipato ai Mondiali Under-20, giocandovi 2 partite.

## Palmarès

### Club

#### Competizioni nazionali
- Northern Premier League: 1

Burton Albion: 2001-2022